# Vallée du Ruisseau de Fairoul
Vallée du Ruisseau de Fairoul este o arie protejată (arie specială de conservare — SAC, sit de importanță comunitară — SCI, arie de protecție specială avifaunistică — SPA) din Belgia întinsă pe o suprafață de 55,76 ha, integral pe uscat.

## Localizare
Centrul sitului Vallée du Ruisseau de Fairoul este situat la coordonatele 50°15′29″N 4°31′26″E / 50.258102°N 4.523775°E.

## Înființare
Situl Vallée du Ruisseau de Fairoul a fost declarat arie de protecție specială avifaunistică în ianuarie 2014 pentru a proteja 7 specii de animale. Alte tipuri de protecție:
- sit de importanță comunitară (în ianuarie 2004)
- arie specială de conservare (în ianuarie 2014)[1][3][4]

## Biodiversitate
Situată în ecoregiunea continentală, aria protejată conține 4 habitate naturale: Ape stătătoare oligotrofe până la mezotrofe, cu vegetație de Littorelletea uniflorae și/sau de Isoëto-Nanojuncetea, Lacuri eutrofice naturale cu vegetație de tip Magnopotamion sau Hydrocharition, Cursuri de apă de la nivel de câmpie la nivel montan, cu vegetație Ranunculion fluitantis și Callitricho-Batrachion, Păduri de fag Asperulo-Fagetum.
La baza desemnării sitului se află mai multe specii protejate:
- păsări (3): rață pitică (Anas crecca), ciocănitoarea de stejar (Dendrocopos medius), egretă albă (Egretta alba)
- amfibieni (1): triton cu creastă (Triturus cristatus)
- mamifere (1): dihor de casă (Mustela putorius)
- pești (2): zglăvoacă (Cottus gobio), cicar (Lampetra planeri)

Pe lângă speciile protejate, pe teritoriul sitului au mai fost identificate 2 specii de plante, 6 specii de amfibieni, 2 specii de mamifere, 2 specii de nevertebrate.